# زواري جان (درة صيدي)
زواري جان (بالفارسية: زواری‌جان) هي مستوطنة تقع في إيران في قسم درة صیدي الريفي. يقدر عدد سكانها بـ 117 نسمة .